# Inma Cuesta
Inma Cuesta (ur. 25 czerwca 1980 w Walencji) – hiszpańska aktorka filmowa, telewizyjna i teatralna. Trzykrotnie nominowana do Nagrody Goya dla najlepszej aktorki za role w filmach Uśpiony głos (2011) Benito Zambrano, O trzy wesela za dużo (2013) Javiera Ruiza Caldery i Krwawe gody (2015) Pauli Ortiz.

## Wybrana filmografia
- 2007: Podwójne espresso jako Sonia
- 2009: Czerwony Orzeł (serial TV) jako Margarita
- 2010: Wielki stary dom jako Eva
- 2011: Kuzyni jako Martina
- 2011: Uśpiony głos jako Hortensia
- 2012: Operacja EXPO jako Elena
- 2012: Śnieżka jako Carmen de Triana
- 2012: Najeźdźca jako Ángela
- 2013: O trzy wesela za dużo jako Ruth
- 2015: Krwawe gody jako Narzeczona
- 2016: Julieta jako Ava[2][3]